# NGC 1459
NGC 1459 este o galaxie spirală situată în constelația Cuptorul. A fost descoperită în 1886 de către Ormond Stone⁠(d). Se află la o distanță de 52,72 de megaparseci de Pământ.